# Караса (Ботошани)
Караса (рум. Carasa) насеље је у Румунији у округу Ботошани у општини Корлатени. Oпштина се налази на надморској висини од 168 m.

## Становништво
Према подацима из 2002. године у насељу је живело 700 становника, од којих су сви румунске националности.